# FIVB Nations League vrouwen 2019
De FIVB Nations League vrouwen 2019 wordt de tweede editie van deze internationale volleybalcompetitie dat wordt georganiseerd door de FIVB. Het toernooi vond plaats van 21 mei tot en met 7 juli 2019.

## Deelnemende landen
Op 12 oktober 2017 maakte de FIVB het deelnemersveld bekend. Twaalf landen zijn voor zeven jaar zeker van deelname en zijn automatisch gekwalificeerd. Van de vier “challengers” in 2018 wisten zich België, de Dominicaanse Republiek en Polen zich te handhaven. De vierde plaats wordt ingenomen door Bulgarije dat zich via de FIVB Challenger Cup vrouwen 2018 kwalificeerde.
| Land                   | Reden van kwalificatie     | Datum van kwalificatie | Aantal deelnames |
| ---------------------- | -------------------------- | ---------------------- | ---------------- |
| Brazilië               | Automatisch gekwalificeerd | 12 oktober 2017        | 2e               |
| China                  | Automatisch gekwalificeerd | 12 oktober 2017        | 2e               |
| Duitsland              | Automatisch gekwalificeerd | 12 oktober 2017        | 2e               |
| Italië                 | Automatisch gekwalificeerd | 12 oktober 2017        | 2e               |
| Japan                  | Automatisch gekwalificeerd | 12 oktober 2017        | 2e               |
| Nederland              | Automatisch gekwalificeerd | 12 oktober 2017        | 2e               |
| Rusland                | Automatisch gekwalificeerd | 12 oktober 2017        | 2e               |
| Servië                 | Automatisch gekwalificeerd | 12 oktober 2017        | 2e               |
| Thailand               | Automatisch gekwalificeerd | 12 oktober 2017        | 2e               |
| Turkije                | Automatisch gekwalificeerd | 12 oktober 2017        | 2e               |
| Verenigde Staten       | Automatisch gekwalificeerd | 12 oktober 2017        | 2e               |
| Zuid-Korea             | Automatisch gekwalificeerd | 12 oktober 2017        | 2e               |
|                        |                            |                        |                  |
| België                 | Challengerteam             | 12 oktober 2017        | 2e               |
| Dominicaanse Republiek | Challengerteam             | 12 oktober 2017        | 2e               |
| Polen                  | Challengerteam             | 12 oktober 2017        | 2e               |
| Bulgarije              | Challengerteam             | 24 juni 2018           | 1e               |

## Poule-indeling
De poule-indeling werd gepubliceerd op 23 oktober 2018.

### Intercontinentale ronde
| Week 1                                                | Week 1                                            | Week 1                                            | Week 1                                        |
| Poule 1 Polen                                         | Poule 2 Bulgarije                                 | Poule 3 Brazilië                                  | Poule 4 Servië                                |
| ----------------------------------------------------- | ------------------------------------------------- | ------------------------------------------------- | --------------------------------------------- |
| Polen Italië Thailand Duitsland                       | Bulgarije Japan België Verenigde Staten           | Brazilië Dominicaanse Republiek Rusland China     | Servië Nederland Turkije Zuid-Korea           |
| Week 2                                                |                                                   |                                                   |                                               |
| Poule 5 Italië                                        | Poule 6 Turkije                                   | Poule 7 Macau, China                              | Poule 8 Nederland                             |
| Italië Verenigde Staten Dominicaanse Republiek Servië | Turkije Duitsland Rusland Japan                   | China België Thailand Zuid-Korea                  | Nederland Brazilië Polen Bulgarije            |
| Week 3                                                |                                                   |                                                   |                                               |
| Poule 9 Hong Kong, China                              | Poule 10 Verenigde Staten                         | Poule 11 Thailand                                 | Poule 12 België                               |
| China Italië Japan Nederland                          | Verenigde Staten Zuid-Korea Duitsland Brazilië    | Thailand Bulgarije Dominicaanse Republiek Turkije | België Servië Rusland Polen                   |
| Week 4                                                |                                                   |                                                   |                                               |
| Poule 13 Italië                                       | Poule 14 Duitsland                                | Poule 15 Japan                                    | Poule 16 China                                |
| Italië Zuid-Korea Bulgarije Rusland                   | Duitsland België Nederland Dominicaanse Republiek | Japan Servië Thailand Brazilië                    | China Verenigde Staten Polen Turkije          |
| Week 5                                                |                                                   |                                                   |                                               |
| Poule 17 Turkije                                      | Poule 18 China                                    | Poule 19 Rusland                                  | Poule 20 Zuid-Korea                           |
| Turkije België Italië Brazilië                        | China Duitsland Bulgarije Servië                  | Rusland Thailand Nederland Verenigde Staten       | Zuid-Korea Japan Polen Dominicaanse Republiek |

### Eindronde
| Poule A      | Poule B              |
| ------------ | -------------------- |
| China (Host) | Verenigde Staten (1) |
| Italië (3)   | Brazilië (2)         |
| Turkije (4)  | Polen (5)            |

## Speelsteden
De lijst van speelsteden en hallen werd gepubliceerd op 26 maart 2019.

### Intercontinentale ronde
| Poule 1                 | Poule 2                   | Poule 3                       | Poule 4                 |
| Opole, Polen            | Roese, Bulgarije          | Brasília, Brazilië            | Belgrado, Servië        |
| ----------------------- | ------------------------- | ----------------------------- | ----------------------- |
| Stegu Arena             | Arena Ruse                | Nilson Nelson Gymnasium       | Aleksandar Nikolić Hall |
| Capaciteit: 3.378       | Capaciteit: 5.100         | Capaciteit: 12.000            | Capaciteit: 5.878       |
|                         |                           |                               |                         |
| Poule 5                 | Poule 6                   | Poule 7                       | Poule 8                 |
| Conegliano, Italië      | Ankara, Turkije           | Macau, China                  | Apeldoorn, Nederland    |
| Zoppas Arena            | Başkent Volleyball Hall   | Macau Forum                   | Omnisport Apeldoorn     |
| Capaciteit: 4.000       | Capaciteit: 7.600         | Capaciteit: 4.000             | Capaciteit: 5.000       |
|                         |                           |                               |                         |
| Poule 9                 | Poule 10                  | Poule 11                      | Poule 12                |
| Hong Kong, China        | Lincoln, Verenigde Staten | Bangkok, Thailand             | Kortrijk, België        |
| Hong Kong Coliseum      | Pinnacle Bank Arena       | Indoor Stadium Huamark        | Sportcampus Lange Munte |
| Capaciteit: 12.500      | Capaciteit: 15.290        | Capaciteit: 15.000            | Capaciteit: 1.600       |
|                         |                           |                               |                         |
| Poule 13                | Poule 14                  | Poule 15                      | Poule 16                |
| Perugia, Italië         | Stuttgart, Duitsland      | Tokio, Japan                  | Jiangmen, China         |
| PalaEvangelisti         | Porsche-Arena             | Musashino Forest Sports Plaza | Jiangmen Sports Hall    |
| Capaciteit: 4.500       | Capaciteit: 2.000         | Capaciteit: 10.000            | Capaciteit: 8.500       |
|                         |                           |                               |                         |
| Poule 17                | Poule 18                  | Poule 19                      | Poule 20                |
| Ankara, Turkije         | Ningbo, China             | Jekaterinenburg, Rusland      | Boryeong, Zuid-Korea    |
| Başkent Volleyball Hall | Beilun Gymnasium          | Team Sports Palace            | Boryeong Gymnasium      |
| Capaciteit: 7.600       | Capaciteit: 8.000         | Capaciteit: 5.000             | Capaciteit: 2.742       |
|                         |                           |                               |                         |

### Eindronde
| Nanjing, China                          |
| --------------------------------------- |
| Nanjing Olympic Sports Center Gymnasium |
| Capaciteit: 13.000                      |
|                                         |

## Programma
| ● | Intercontinentale ronde | ● | Eindronde |

| Week 1 21–23 mei | Week 2 28–30 mei | Week 3 4–6 juni | Week 4 11–13 juni | Week 5 18–20 juni | Week 6 Rustweek | Week 7 3–7 juli |
| ---------------- | ---------------- | --------------- | ----------------- | ----------------- | --------------- | --------------- |
| 24 wedstrijden   | 24 wedstrijden   | 24 wedstrijden  | 24 wedstrijden    | 24 wedstrijden    |                 | 10 wedstrijden  |

## Intercontinentale ronde
- De top 6 plaatst zich voor de eindronde.
- bij winst met 3-0 of 3-1 :3 punten voor de winnaar ; 0 punten voor de verliezer
- bij winst met 3-2 : 2 punten voor de winnaar ; 1 punt voor de verliezer
- Ieder land speelt 15 wedstrijden verdeelt over 5 toernooien
|  | Gekwalificeerd voor de eindronde              |
|  | Gekwalificeerd als gastland voor de eindronde |
|  | Uitgesloten voor de Nations League 2020       |

|      |                        | Wedstrijden | Wedstrijden | Ptn | Sets | Sets | Sets  | Punten | Punten | Punten |
| Rang | Team                   | W           | V           | Ptn | W    | V    | Ratio | W      | V      | Ratio  |
| ---- | ---------------------- | ----------- | ----------- | --- | ---- | ---- | ----- | ------ | ------ | ------ |
| 1    | China                  | 12          | 3           | 35  | 37   | 12   | 3,083 | 1153   | 973    | 1,185  |
| 2    | Verenigde Staten       | 12          | 3           | 35  | 39   | 17   | 2,294 | 1283   | 1137   | 1,128  |
| 3    | Brazilië               | 11          | 4           | 35  | 40   | 16   | 2,500 | 1318   | 1150   | 1,146  |
| 4    | Italië                 | 11          | 4           | 34  | 39   | 21   | 1,857 | 1375   | 1233   | 1,115  |
| 5    | Turkije                | 11          | 4           | 32  | 36   | 18   | 2,000 | 1259   | 1109   | 1,135  |
| 6    | Polen                  | 9           | 6           | 26  | 33   | 29   | 1,138 | 1360   | 1354   | 1,004  |
| 7    | België                 | 8           | 7           | 22  | 28   | 29   | 0,966 | 1208   | 1260   | 0,959  |
| 8    | Dominicaanse Republiek | 8           | 7           | 21  | 31   | 33   | 0,939 | 1422   | 1437   | 0,990  |
| 9    | Japan                  | 7           | 8           | 22  | 27   | 27   | 1,000 | 1225   | 1213   | 1,010  |
| 10   | Duitsland              | 7           | 8           | 21  | 24   | 29   | 0,828 | 1169   | 1180   | 0,991  |
| 11   | Nederland              | 6           | 9           | 20  | 27   | 30   | 0,900 | 1206   | 1259   | 0,958  |
| 12   | Thailand               | 5           | 10          | 16  | 17   | 33   | 0,515 | 1046   | 1170   | 0,894  |
| 13   | Servië                 | 5           | 10          | 15  | 20   | 33   | 0,606 | 1132   | 1210   | 0,936  |
| 14   | Rusland                | 3           | 12          | 10  | 16   | 38   | 0,421 | 1112   | 1283   | 0,867  |
| 15   | Zuid-Korea             | 3           | 12          | 9   | 16   | 37   | 0,432 | 1092   | 1222   | 0,894  |
| 16   | Bulgarije              | 2           | 13          | 7   | 13   | 41   | 0,317 | 1126   | 1296   | 0,869  |

### Week 1

#### Poule 1
- Locatie:  Stegu Arena, Opole, Polen
- Alle tijden zijn Midden-Europese zomertijd (UTC+02:00).

| Datum  | Tijd  |          | Uitslag |           | Set 1 | Set 2 | Set 3 | Set 4 | Set 5 | Totaal  | Toeschouwers | Duur | Verslag |
| ------ | ----- | -------- | ------- | --------- | ----- | ----- | ----- | ----- | ----- | ------- | ------------ | ---- | ------- |
| 21 mei | 17:30 | Thailand | 3–0     | Duitsland | 26–24 | 25–19 | 25–22 |       |       | 76–65   | 652          | 1:21 | Verslag |
| 21 mei | 20:30 | Polen    | 2–3     | Italië    | 15–25 | 22–25 | 25–18 | 25–21 | 15–17 | 102–106 | 1.490        | 2:06 | Verslag |
| 22 mei | 17:30 | Thailand | 0–3     | Italië    | 13–25 | 17–25 | 24–26 |       |       | 54–76   | 687          | 1:14 | Verslag |
| 22 mei | 20:30 | Polen    | 3–1     | Duitsland | 25–21 | 23–25 | 25–23 | 26–24 |       | 99–93   | 1.771        | 2:01 | Verslag |
| 23 mei | 17:30 | Italië   | 3–0     | Duitsland | 25–19 | 26–24 | 27–25 |       |       | 78–68   | 778          | 1:32 | Verslag |
| 23 mei | 20:30 | Polen    | 3–0     | Thailand  | 25–20 | 25–20 | 25–13 |       |       | 75–53   | 1.803        | 1:12 | Verslag |

#### Poule 2
- Locatie:  Arena Ruse, Roese, Bulgarije
- Alle tijden zijn Oost-Europese zomertijd (UTC+03:00).

| Datum  | Tijd  |                  | Uitslag |                  | Set 1 | Set 2 | Set 3 | Set 4 | Set 5 | Totaal | Toeschouwers | Duur | Verslag |
| ------ | ----- | ---------------- | ------- | ---------------- | ----- | ----- | ----- | ----- | ----- | ------ | ------------ | ---- | ------- |
| 21 mei | 17:00 | België           | 0–3     | Verenigde Staten | 23–25 | 8–25  | 22–25 |       |       | 53–75  | 650          | 1:20 | Verslag |
| 21 mei | 20:30 | Bulgarije        | 1–3     | Japan            | 23–25 | 25–21 | 19–25 | 23–25 |       | 90–96  | 1.500        | 2:02 | Verslag |
| 22 mei | 17:00 | Japan            | 1–3     | Verenigde Staten | 21–25 | 26–24 | 21–25 | 20–25 |       | 88–99  | 750          | 2:01 | Verslag |
| 22 mei | 20:30 | Bulgarije        | 2–3     | België           | 25–19 | 25–15 | 22–25 | 16–25 | 13–15 | 101–99 | 1.500        | 2:13 | Verslag |
| 23 mei | 17:00 | België           | 3–1     | Japan            | 22–25 | 25–20 | 25–23 | 25–18 |       | 97–86  | 600          | 1:54 | Verslag |
| 23 mei | 20:30 | Verenigde Staten | 3–0     | Bulgarije        | 25–20 | 25–16 | 25–21 |       |       | 75–57  | 1.700        | 1:24 | Verslag |

#### Poule 3
- Locatie:  Nilson Nelson Gymnasium, Brasília, Brazilië
- Alle tijden zijn Braziliaanse Tijd (UTC−03:00).

| Datum  | Tijd  |                        | Uitslag |                        | Set 1 | Set 2 | Set 3 | Set 4 | Set 5 | Totaal | Toeschouwers | Duur | Verslag |
| ------ | ----- | ---------------------- | ------- | ---------------------- | ----- | ----- | ----- | ----- | ----- | ------ | ------------ | ---- | ------- |
| 21 mei | 17:00 | Dominicaanse Republiek | 3–1     | Rusland                | 25–21 | 22–25 | 25–18 | 28–26 |       | 100–90 | 1.542        | 2:12 | Verslag |
| 21 mei | 20:00 | Brazilië               | 3–0     | China                  | 25–15 | 25–21 | 25–21 |       |       | 75–57  | 5.982        | 1:26 | Verslag |
| 22 mei | 17:00 | China                  | 1–3     | Rusland                | 22–25 | 25–16 | 16–25 | 23–25 |       | 86–91  | 1.678        | 1:56 | Verslag |
| 22 mei | 20:00 | Brazilië               | 1–3     | Dominicaanse Republiek | 22–25 | 20–25 | 25–22 | 26–28 |       | 93–100 | 4.562        | 2:13 | Verslag |
| 23 mei | 17:00 | China                  | 3–1     | Dominicaanse Republiek | 16–25 | 25–23 | 25–23 | 25–23 |       | 91–94  | 2.653        | 1:59 | Verslag |
| 23 mei | 20:00 | Brazilië               | 3–0     | Rusland                | 25–15 | 25–17 | 25–14 |       |       | 75–46  | 9.265        | 1:18 | Verslag |

#### Poule 4
- Locatie:  Aleksandar Nikolić Hall, Belgrado, Servië
- Alle tijden zijn Midden-Europese zomertijd (UTC+02:00).

| Datum  | Tijd  |            | Uitslag |            | Set 1 | Set 2 | Set 3 | Set 4 | Set 5 | Totaal | Toeschouwers | Duur | Verslag |
| ------ | ----- | ---------- | ------- | ---------- | ----- | ----- | ----- | ----- | ----- | ------ | ------------ | ---- | ------- |
| 21 mei | 17:00 | Zuid-Korea | 0–3     | Turkije    | 15–25 | 26–28 | 19–25 |       |       | 60–78  | 450          | 1:25 | Verslag |
| 21 mei | 20:00 | Servië     | 3–0     | Nederland  | 25–15 | 25–22 | 25–19 |       |       | 75–56  | 4.165        | 1:18 | Verslag |
| 22 mei | 17:00 | Servië     | 3–1     | Zuid-Korea | 15–25 | 25–18 | 25–17 | 25–14 |       | 90–74  | 1.650        | 1:38 | Verslag |
| 22 mei | 20:00 | Nederland  | 1–3     | Turkije    | 22–25 | 14–25 | 25–21 | 15–25 |       | 76–96  | 200          | 1:46 | Verslag |
| 23 mei | 17:00 | Nederland  | 3–0     | Zuid-Korea | 25–18 | 25–21 | 25–18 |       |       | 75–57  | 350          | 1:22 | Verslag |
| 23 mei | 20:00 | Turkije    | 3–0     | Servië     | 25–19 | 25–23 | 25–20 |       |       | 75–62  | 5.237        | 1:29 | Verslag |

### Week 2

#### Poule 5
- Locatie:  Zoppas Arena, Conegliano, Italië
- Alle tijden zijn Midden-Europese zomertijd (UTC+02:00).

| Datum  | Tijd  |                        | Uitslag |                        | Set 1 | Set 2 | Set 3 | Set 4 | Set 5 | Totaal  | Toeschouwers | Duur | Verslag |
| ------ | ----- | ---------------------- | ------- | ---------------------- | ----- | ----- | ----- | ----- | ----- | ------- | ------------ | ---- | ------- |
| 28 mei | 17:00 | Verenigde Staten       | 3–1     | Servië                 | 23–25 | 25–16 | 25–15 | 25–21 |       | 98–77   | 2.343        | 1:51 | Verslag |
| 28 mei | 20:00 | Italië                 | 3–1     | Dominicaanse Republiek | 25–18 | 27–25 | 18–25 | 25–20 |       | 95–88   | 2.583        | 1:53 | Verslag |
| 29 mei | 17:00 | Servië                 | 3–1     | Dominicaanse Republiek | 25–17 | 18–25 | 25–12 | 25–19 |       | 93–73   | 1.782        | 1:43 | Verslag |
| 29 mei | 20:00 | Verenigde Staten       | 3–2     | Italië                 | 25–22 | 17–25 | 23–25 | 25–19 | 15–11 | 105–102 | 3.895        | 2:13 | Verslag |
| 30 mei | 17:00 | Dominicaanse Republiek | 3–2     | Verenigde Staten       | 25–10 | 16–25 | 25–19 | 19–25 | 15–11 | 100–90  | 2.638        | 2:13 | Verslag |
| 30 mei | 20:00 | Servië                 | 1–3     | Italië                 | 27–25 | 17–25 | 25–27 | 23–25 |       | 92–102  | 4.076        | 2:21 | Verslag |

#### Poule 6
- Locatie:  Başkent Volleyball Hall, Ankara, Turkije
- Alle tijden zijn Verder-oostelijk-Europese Tijd (UTC+03:00).

| Datum  | Tijd  |           | Uitslag |           | Set 1 | Set 2 | Set 3 | Set 4 | Set 5 | Totaal | Toeschouwers | Duur | Verslag |
| ------ | ----- | --------- | ------- | --------- | ----- | ----- | ----- | ----- | ----- | ------ | ------------ | ---- | ------- |
| 28 mei | 14:30 | Rusland   | 0–3     | Duitsland | 14–25 | 21–25 | 20–25 |       |       | 55–75  | 370          | 1:15 | Verslag |
| 28 mei | 17:30 | Turkije   | 0–3     | Japan     | 23–25 | 22–25 | 14–25 |       |       | 59–75  | 1.904        | 1:22 | Verslag |
| 29 mei | 14:30 | Japan     | 3–1     | Rusland   | 25–22 | 23–25 | 25–18 | 26–24 |       | 99–89  | 400          | 1:57 | Verslag |
| 29 mei | 17:30 | Duitsland | 0–3     | Turkije   | 21–25 | 16–25 | 15–25 |       |       | 52–75  | 1.407        | 1:16 | Verslag |
| 30 mei | 14:30 | Japan     | 3–0     | Duitsland | 25–23 | 25–19 | 25–17 |       |       | 75–59  | 400          | 1:26 | Verslag |
| 30 mei | 17:30 | Turkije   | 3–0     | Rusland   | 25–19 | 25–21 | 25–20 |       |       | 75–60  | 2.003        | 1:26 | Verslag |

#### Poule 7
- Locatie:  Macau Forum, Macau, China
- Alle tijden zijn Macau Standaard Tijd (UTC+08:00).

| Datum  | Tijd  |            | Uitslag |            | Set 1 | Set 2 | Set 3 | Set 4 | Set 5 | Totaal | Toeschouwers | Duur | Verslag |
| ------ | ----- | ---------- | ------- | ---------- | ----- | ----- | ----- | ----- | ----- | ------ | ------------ | ---- | ------- |
| 28 mei | 15:30 | België     | 0–3     | Zuid-Korea | 15–25 | 17–25 | 21–25 |       |       | 53–75  | 1.800        | 1:22 | Verslag |
| 28 mei | 19:30 | China      | 3–0     | Thailand   | 25–21 | 25–17 | 25–9  |       |       | 75–47  | 3.390        | 1:11 | Verslag |
| 29 mei | 16:30 | Zuid-Korea | 1–3     | Thailand   | 21–25 | 25–19 | 19–25 | 20–25 |       | 85–94  | 2.150        | 1:50 | Verslag |
| 29 mei | 19:30 | China      | 3–0     | België     | 25–16 | 25–20 | 25–14 |       |       | 75–50  | 3.725        | 1:17 | Verslag |
| 30 mei | 16:30 | België     | 3–0     | Thailand   | 25–21 | 25–22 | 25–23 |       |       | 75–66  | 2.965        | 1:26 | Verslag |
| 30 mei | 19:30 | China      | 3–0     | Zuid-Korea | 25–21 | 25–12 | 25–11 |       |       | 75–44  | 4.042        | 1:15 | Verslag |

#### Poule 8
- Locatie:  Omnisport Apeldoorn, Apeldoorn, Nederland
- Alle tijden zijn Midden-Europese zomertijd (UTC+02:00).

| Datum  | Tijd  |           | Uitslag |           | Set 1 | Set 2 | Set 3 | Set 4 | Set 5 | Totaal  | Toeschouwers | Duur | Verslag |
| ------ | ----- | --------- | ------- | --------- | ----- | ----- | ----- | ----- | ----- | ------- | ------------ | ---- | ------- |
| 28 mei | 16:30 | Bulgarije | 1–3     | Polen     | 25–23 | 21–25 | 21–25 | 17–25 |       | 84–98   | 2.300        | 1:47 | Verslag |
| 28 mei | 19:30 | Nederland | 2–3     | Brazilië  | 25–21 | 28–30 | 20–25 | 25–18 | 11–15 | 109–109 | 5.230        | 2:24 | Verslag |
| 29 mei | 16:30 | Polen     | 3–2     | Brazilië  | 25–20 | 25–22 | 26–28 | 18–25 | 15–9  | 109–104 | 1.651        | 2:26 | Verslag |
| 29 mei | 19:30 | Nederland | 3–1     | Bulgarije | 22–25 | 25–22 | 25–20 | 25–19 |       | 97–86   | 3.803        | 1:57 | Verslag |
| 30 mei | 16:30 | Polen     | 3–1     | Nederland | 25–13 | 25–27 | 25–20 | 25–15 |       | 100–75  | 5.400        | 1:54 | Verslag |
| 30 mei | 19:30 | Brazilië  | 3–0     | Bulgarije | 25–18 | 25–23 | 25–18 |       |       | 75–59   | 2.100        | 1:25 | Verslag |

### Week 3

#### Poule 9
- Locatie:  Hong Kong Coliseum, Hong Kong, China
- Alle tijden zijn Hong Kong Tijd (UTC+08:00).

| Datum  | Tijd  |           | Uitslag |           | Set 1 | Set 2 | Set 3 | Set 4 | Set 5 | Totaal  | Toeschouwers | Duur | Verslag |
| ------ | ----- | --------- | ------- | --------- | ----- | ----- | ----- | ----- | ----- | ------- | ------------ | ---- | ------- |
| 4 juni | 17:30 | Nederland | 1–3     | Italië    | 13–25 | 25–22 | 19–25 | 16–25 |       | 73–97   | 7.229        | 1:39 | Verslag |
| 4 juni | 20:30 | China     | 3–0     | Japan     | 27–25 | 25–18 | 25–21 |       |       | 77–64   | 10.360       | 1:25 | Verslag |
| 5 juni | 17:30 | Italië    | 3–0     | Japan     | 25–21 | 25–16 | 25–22 |       |       | 75–59   | 8.307        | 1:18 | Verslag |
| 5 juni | 20:30 | China     | 3–0     | Nederland | 25–16 | 25–19 | 25–19 |       |       | 75–54   | 10.341       | 1:12 | Verslag |
| 6 juni | 17:30 | Japan     | 3–0     | Nederland | 25–17 | 25–17 | 25–21 |       |       | 75–55   | 8.123        | 1:14 | Verslag |
| 6 juni | 20:30 | China     | 3–2     | Italië    | 18–25 | 22–25 | 25–23 | 26–24 | 15–13 | 106–110 | 10.463       | 2:07 | Verslag |

#### Poule 10
- Locatie:  Pinnacle Bank Arena, Lincoln, Verenigde Staten
- Alle tijden zijn Centrale zomertijd (UTC−05:00).

| Datum  | Tijd  |                  | Uitslag |            | Set 1 | Set 2 | Set 3 | Set 4 | Set 5 | Totaal  | Toeschouwers | Duur | Verslag |
| ------ | ----- | ---------------- | ------- | ---------- | ----- | ----- | ----- | ----- | ----- | ------- | ------------ | ---- | ------- |
| 4 juni | 16:30 | Brazilië         | 2–3     | Duitsland  | 25–21 | 29–31 | 25–21 | 20–25 | 13–15 | 112–113 | 3.000        | 2:28 | Verslag |
| 4 juni | 19:30 | Verenigde Staten | 3–1     | Zuid-Korea | 19–25 | 25–15 | 25–22 | 25–19 |       | 94–81   | 4.500        | 1:58 | Verslag |
| 5 juni | 16:30 | Zuid-Korea       | 0–3     | Brazilië   | 17–25 | 16–25 | 11–25 |       |       | 44–75   | 2.500        | 1:18 | Verslag |
| 5 juni | 19:30 | Verenigde Staten | 3–0     | Duitsland  | 25–18 | 25–22 | 25–18 |       |       | 75–58   | 7.000        | 1:25 | Verslag |
| 6 juni | 16:30 | Zuid-Korea       | 0–3     | Duitsland  | 15–25 | 22–25 | 16–25 |       |       | 53–75   | 2.000        | 1:23 | Verslag |
| 6 juni | 19:30 | Verenigde Staten | 1–3     | Brazilië   | 19–25 | 17–25 | 25–22 | 20–25 |       | 81–97   | 8.000        | 1:55 | Verslag |

#### Poule 11
- Locatie:  Indoor Stadium Huamark, Bangkok, Thailand
- Alle tijden zijn Thailand Standaard Tijd (UTC+07:00).

| Datum  | Tijd  |                        | Uitslag |                        | Set 1 | Set 2 | Set 3 | Set 4 | Set 5 | Totaal  | Toeschouwers | Duur | Verslag |
| ------ | ----- | ---------------------- | ------- | ---------------------- | ----- | ----- | ----- | ----- | ----- | ------- | ------------ | ---- | ------- |
| 4 juni | 15:05 | Turkije                | 3–1     | Dominicaanse Republiek | 25–20 | 25–21 | 24–26 | 25–18 |       | 99–85   | 4.500        | 2:00 | Verslag |
| 4 juni | 18:05 | Thailand               | 3–1     | Bulgarije              | 25–27 | 25–20 | 25–22 | 25–22 |       | 100–91  | 6.200        | 1:56 | Verslag |
| 5 juni | 15:05 | Turkije                | 3–0     | Bulgarije              | 25–14 | 25–9  | 25–23 |       |       | 75–46   | 2.600        | 1:17 | Verslag |
| 5 juni | 18:05 | Thailand               | 2–3     | Dominicaanse Republiek | 29–31 | 25–13 | 28–30 | 25–20 | 14–16 | 121–110 | 6.600        | 2:27 | Verslag |
| 6 juni | 15:05 | Dominicaanse Republiek | 3–1     | Bulgarije              | 25–20 | 25–21 | 29–31 | 25–20 |       | 104–92  | 2.600        | 2:06 | Verslag |
| 6 juni | 18:05 | Thailand               | 0–3     | Turkije                | 16–25 | 18–25 | 13–25 |       |       | 47–75   | 6.500        | 1:09 | Verslag |

#### Poule 12
- Locatie:  Sportcampus Lange Munte, Kortrijk, België
- Alle tijden zijn Midden-Europese zomertijd (UTC+02:00).

| Datum  | Tijd  |        | Uitslag |         | Set 1 | Set 2 | Set 3 | Set 4 | Set 5 | Totaal  | Toeschouwers | Duur | Verslag |
| ------ | ----- | ------ | ------- | ------- | ----- | ----- | ----- | ----- | ----- | ------- | ------------ | ---- | ------- |
| 4 juni | 17:15 | Servië | 3–0     | Polen   | 27–25 | 25–21 | 25–22 |       |       | 77–68   | 110          | 1:33 | Verslag |
| 4 juni | 20:15 | België | 3–0     | Rusland | 25–22 | 25–20 | 25–22 |       |       | 75–64   | 1.000        | 1:28 | Verslag |
| 5 juni | 17:15 | Servië | 3–1     | Rusland | 22–25 | 25–18 | 25–11 | 25–22 |       | 97–76   | 250          | 1:48 | Verslag |
| 5 juni | 20:15 | België | 1–3     | Polen   | 22–25 | 25–21 | 18–25 | 23–25 |       | 88–96   | 2.100        | 1:57 | Verslag |
| 6 juni | 17:15 | Polen  | 3–2     | Rusland | 25–23 | 24–26 | 25–27 | 25–20 | 15–9  | 114–105 | 224          | 2:21 | Verslag |
| 6 juni | 20:15 | België | 3–0     | Servië  | 25–21 | 25–21 | 25–14 |       |       | 75–56   | 1.850        | 1:22 | Verslag |

### Week 4

#### Poule 13
- Locatie:  PalaEvangelisti, Perugia, Italië
- Alle tijden zijn Midden-Europese zomertijd (UTC+02:00).

| Datum   | Tijd  |            | Uitslag |            | Set 1 | Set 2 | Set 3 | Set 4 | Set 5 | Totaal | Toeschouwers | Duur | Verslag |
| ------- | ----- | ---------- | ------- | ---------- | ----- | ----- | ----- | ----- | ----- | ------ | ------------ | ---- | ------- |
| 11 juni | 17:00 | Rusland    | 3–1     | Zuid-Korea | 25–23 | 15–25 | 25–20 | 25–17 |       | 90–85  | 1.400        | 1:58 | Verslag |
| 11 juni | 20:00 | Italië     | 3–0     | Bulgarije  | 25–19 | 25–23 | 25–20 |       |       | 75–62  | 2.650        | 1:27 | Verslag |
| 12 juni | 17:00 | Bulgarije  | 0–3     | Rusland    | 20–25 | 23–25 | 16–25 |       |       | 59–75  | 1.000        | 1:25 | Verslag |
| 12 juni | 20:00 | Italië     | 3–1     | Zuid-Korea | 25–17 | 25–21 | 23–25 | 25–13 |       | 98–76  | 2.900        | 1:57 | Verslag |
| 13 juni | 17:00 | Zuid-Korea | 1–3     | Bulgarije  | 25–20 | 23–25 | 19–25 | 24–26 |       | 91–96  | 1.200        | 2:06 | Verslag |
| 13 juni | 20:00 | Italië     | 3–1     | Rusland    | 22–25 | 25–21 | 25–15 | 25-21 |       | 97–65  | 3.500        | 1:53 | Verslag |

#### Poule 14
- Locatie:  Porsche-Arena, Stuttgart, Duitsland
- Alle tijden zijn Midden-Europese zomertijd (UTC+02:00).

| Datum   | Tijd  |                        | Uitslag |                        | Set 1 | Set 2 | Set 3 | Set 4 | Set 5 | Totaal  | Toeschouwers | Duur | Verslag |
| ------- | ----- | ---------------------- | ------- | ---------------------- | ----- | ----- | ----- | ----- | ----- | ------- | ------------ | ---- | ------- |
| 11 juni | 17:30 | België                 | 3–2     | Nederland              | 22–25 | 23–25 | 25–17 | 25–19 | 15–10 | 110–96  | 690          | 2:05 | Verslag |
| 11 juni | 20:00 | Duitsland              | 3–1     | Dominicaanse Republiek | 25–19 | 14–25 | 25–19 | 25–21 |       | 89–84   | 1.052        | 1:58 | Verslag |
| 12 juni | 17:30 | Dominicaanse Republiek | 0–3     | Nederland              | 18–25 | 21–25 | 19–25 |       |       | 58–75   | 946          | 1:16 | Verslag |
| 12 juni | 20:00 | Duitsland              | 3–1     | België                 | 25–21 | 25–23 | 24–26 | 25–16 |       | 99–86   | 1.318        | 1:52 | Verslag |
| 13 juni | 17:30 | België                 | 2–3     | Dominicaanse Republiek | 25–21 | 22–25 | 25–21 | 14–25 | 11–15 | 97–107  | 1.109        | 2:19 | Verslag |
| 13 juni | 20:00 | Duitsland              | 2–3     | Nederland              | 25–21 | 23–25 | 25–20 | 13–25 | 14–16 | 100–107 | 1.649        | 2:13 | Verslag |

#### Poule 15
- Locatie:  Musashino Forest Sports Plaza, Tokio, Japan
- Alle tijden zijn Japan Standaard Tijd (UTC+09:00).

| Datum   | Tijd  |          | Uitslag |          | Set 1 | Set 2 | Set 3 | Set 4 | Set 5 | Totaal | Toeschouwers | Duur | Verslag |
| ------- | ----- | -------- | ------- | -------- | ----- | ----- | ----- | ----- | ----- | ------ | ------------ | ---- | ------- |
| 11 juni | 15:40 | Servië   | 0–3     | Thailand | 22–25 | 23–25 | 21–25 |       |       | 66–75  | 1.800        | 1:18 | Verslag |
| 11 juni | 19:10 | Japan    | 1–3     | Brazilië | 17–25 | 19–25 | 25–20 | 22–25 |       | 83–95  | 4.200        | 1:52 | Verslag |
| 12 juni | 15:40 | Brazilië | 3–0     | Thailand | 25–19 | 25–17 | 25–21 |       |       | 75–57  | 2.000        | 1:18 | Verslag |
| 12 juni | 19:10 | Japan    | 3–1     | Servië   | 19–25 | 25–14 | 25–23 | 25–14 |       | 94–76  | 4.300        | 1:41 | Verslag |
| 13 juni | 15:40 | Brazilië | 3–0     | Servië   | 25–23 | 25–21 | 25–15 |       |       | 75–59  | 2.000        | 1:17 | Verslag |
| 13 juni | 19:10 | Japan    | 3–0     | Thailand | 25–22 | 25–22 | 25–14 |       |       | 75–58  | 4.000        | 1:24 | Verslag |

#### Poule 16
- Locatie:  Jiangmen Sports Hall, Jiangmen, China
- Alle tijden zijn China Standaard Tijd (UTC+08:00).

| Datum   | Tijd  |                  | Uitslag |                  | Set 1 | Set 2 | Set 3 | Set 4 | Set 5 | Totaal | Toeschouwers | Duur | Verslag |
| ------- | ----- | ---------------- | ------- | ---------------- | ----- | ----- | ----- | ----- | ----- | ------ | ------------ | ---- | ------- |
| 11 juni | 16:00 | Verenigde Staten | 0–3     | Turkije          | 15–25 | 17–25 | 25–27 |       |       | 57–77  | 1.950        | 1:30 | Verslag |
| 11 juni | 20:00 | China            | 3–0     | Polen            | 25–12 | 25–18 | 25–22 |       |       | 75–52  | 4.000        | 1:14 | Verslag |
| 12 juni | 16:00 | Polen            | 1–3     | Verenigde Staten | 25–21 | 23–25 | 15–25 | 11–25 |       | 74–96  | 1.527        | 1:47 | Verslag |
| 12 juni | 20:00 | China            | 3–0     | Turkije          | 26–24 | 25–19 | 25–21 |       |       | 76–64  | 5.931        | 1:27 | Verslag |
| 13 juni | 16:00 | Turkije          | 3–2     | Polen            | 22–25 | 18–25 | 25–16 | 25–20 | 15–12 | 105–98 | 1.589        | 2:06 | Verslag |
| 13 juni | 20:00 | China            | 0–3     | Verenigde Staten | 17–25 | 22–25 | 21–25 |       |       | 60–75  | 8.366        | 1:22 | Verslag |

### Week 5

#### Poule 17
- Locatie:  Başkent Volleyball Hall, Ankara, Turkije
- Alle tijden zijn Verder-oostelijk-Europese Tijd (UTC+03:00).

| Datum   | Tijd  |          | Uitslag |          | Set 1 | Set 2 | Set 3 | Set 4 | Set 5 | Totaal  | Toeschouwers | Duur | Verslag |
| ------- | ----- | -------- | ------- | -------- | ----- | ----- | ----- | ----- | ----- | ------- | ------------ | ---- | ------- |
| 18 juni | 16:00 | Brazilië | 3–0     | Italië   | 25–21 | 25–20 | 25–23 |       |       | 75–64   | 720          | 1:25 | Verslag |
| 18 juni | 19:00 | Turkije  | 1–3     | België   | 27–25 | 24–26 | 21–25 | 23–25 |       | 95–101  | 3.098        | 2:04 | Verslag |
| 19 juni | 16:00 | België   | 0–3     | Brazilië | 23–25 | 15–25 | 18–25 |       |       | 56–75   | 1.200        | 1:25 | Verslag |
| 19 juni | 19:00 | Italië   | 3–2     | Turkije  | 25–19 | 17–25 | 23–25 | 25–15 | 16–14 | 106–98  | 4.238        | 2:08 | Verslag |
| 20 juni | 16:00 | België   | 3–2     | Italië   | 12–25 | 25–20 | 16–25 | 25–14 | 15–10 | 93–94   | 870          | 1:44 | Verslag |
| 20 juni | 19:00 | Turkije  | 3–2     | Brazilië | 25–23 | 24–26 | 25–20 | 23–25 | 16–14 | 113–108 | 5.320        | 2:30 | Verslag |

#### Poule 18
- Locatie:  Beilun Gymnasium, Ningbo, China
- Alle tijden zijn China Standaard Tijd (UTC+08:00).

| Datum   | Tijd  |           | Uitslag |           | Set 1 | Set 2 | Set 3 | Set 4 | Set 5 | Totaal | Toeschouwers | Duur | Verslag |
| ------- | ----- | --------- | ------- | --------- | ----- | ----- | ----- | ----- | ----- | ------ | ------------ | ---- | ------- |
| 18 juni | 16:00 | Bulgarije | 3–1     | Servië    | 21–25 | 25–21 | 25–17 | 25–23 |       | 96–86  | 2.120        | 1:56 | Verslag |
| 18 juni | 19:30 | China     | 3–0     | Duitsland | 25–19 | 25–16 | 25–15 |       |       | 75–50  | 6.910        | 1:21 | Verslag |
| 19 juni | 16:00 | Servië    | 1–3     | Duitsland | 14–25 | 20–25 | 25–23 | 17–25 |       | 76–98  | 1.980        | 1:45 | Verslag |
| 19 juni | 19:30 | China     | 3–0     | Bulgarije | 25–18 | 25–19 | 25–16 |       |       | 75–53  | 6.490        | 1:23 | Verslag |
| 20 juni | 16:00 | Duitsland | 3–0     | Bulgarije | 25–21 | 25–20 | 25–13 |       |       | 75–54  | 1.680        | 1:22 | Verslag |
| 20 juni | 19:30 | China     | 3–0     | Servië    | 25–16 | 25–17 | 25–17 |       |       | 75–50  | 7.780        | 1:11 | Verslag |

#### Poule 19
- Locatie:  Team Sports Palace, Jekaterinenburg, Rusland
- Alle tijden zijn Jekaterinenburg Tijd (UTC+05:00).

| Datum   | Tijd  |           | Uitslag |                  | Set 1 | Set 2 | Set 3 | Set 4 | Set 5 | Totaal  | Toeschouwers | Duur | Verslag |
| ------- | ----- | --------- | ------- | ---------------- | ----- | ----- | ----- | ----- | ----- | ------- | ------------ | ---- | ------- |
| 18 juni | 16:00 | Nederland | 3–0     | Thailand         | 25–18 | 25–20 | 25–16 |       |       | 75–54   | 1.245        | 1:17 | Verslag |
| 18 juni | 19:00 | Rusland   | 0–3     | Verenigde Staten | 23–25 | 17–25 | 18–25 |       |       | 58–75   | 6.200        | 1:25 | Verslag |
| 19 juni | 16:00 | Nederland | 2–3     | Verenigde Staten | 21–25 | 25–23 | 25–22 | 26–28 | 9–15  | 106–113 | 957          | 2:06 | Verslag |
| 19 juni | 19:00 | Rusland   | 1–3     | Thailand         | 25–19 | 13–25 | 17–25 | 22–25 |       | 77–94   | 4.020        | 1:42 | Verslag |
| 20 juni | 16:00 | Thailand  | 0–3     | Verenigde Staten | 13–25 | 20–25 | 17–25 |       |       | 50–75   | 750          | 1:13 | Verslag |
| 20 juni | 19:00 | Rusland   | 0–3     | Nederland        | 12–25 | 25–27 | 17–25 |       |       | 54–77   | 4.710        | 1:19 | Verslag |

#### Poule 20
- Locatie:  Boryeong Gymnasium, Boryeong, Zuid-Korea
- Alle tijden zijn Korea Standaard Tijd (UTC+09:00).

| Datum   | Tijd  |            | Uitslag |                        | Set 1 | Set 2 | Set 3 | Set 4 | Set 5 | Totaal  | Toeschouwers | Duur | Verslag |
| ------- | ----- | ---------- | ------- | ---------------------- | ----- | ----- | ----- | ----- | ----- | ------- | ------------ | ---- | ------- |
| 18 juni | 13:30 | Japan      | 1–3     | Polen                  | 23–25 | 23–25 | 25–19 | 22–25 |       | 93–94   | 750          | 2:03 | Verslag |
| 18 juni | 17:00 | Zuid-Korea | 1–3     | Dominicaanse Republiek | 19–25 | 25–20 | 24–26 | 28–30 |       | 96–101  | 2.550        | 2:18 | Verslag |
| 19 juni | 13:30 | Polen      | 3–2     | Dominicaanse Republiek | 25–18 | 25–20 | 23–25 | 22–25 | 17–15 | 112–103 | 850          | 2:20 | Verslag |
| 19 juni | 19:00 | Zuid-Korea | 3–0     | Japan                  | 25–18 | 25–18 | 25–23 |       |       | 75–59   | 3.850        | 1:25 | Verslag |
| 20 juni | 16:00 | Japan      | 2–3     | Dominicaanse Republiek | 17–25 | 23–25 | 26–24 | 28–26 | 10–15 | 104–115 | 750          | 2:23 | Verslag |
| 20 juni | 19:00 | Zuid-Korea | 3–1     | Polen                  | 25–8  | 22–25 | 25–20 | 25–16 |       | 97–69   | 2.950        | 1:43 | Verslag |

## Eindronde
- Locatie:  Nanjing Olympic Sports Center Gymnasium, Nanjing, China
- Alle tijden zijn China Standaard Tijd (UTC+08:00).

### Poule-indeling
|  | Gekwalificeerd voor Halve finales |

#### Poule A
|      |         | Wedstrijden | Wedstrijden | Ptn | Sets | Sets | Sets  | Punten | Punten | Punten |
| Rang | Team    | W           | V           | Ptn | W    | V    | Ratio | W      | V      | Ratio  |
| ---- | ------- | ----------- | ----------- | --- | ---- | ---- | ----- | ------ | ------ | ------ |
| 1    | Turkije | 2           | 0           | 6   | 6    | 1    | 6,000 | 172    | 145    | 1,186  |
| 2    | China   | 1           | 1           | 3   | 4    | 4    | 1,000 | 185    | 183    | 1,011  |
| 3    | Italië  | 0           | 2           | 0   | 1    | 6    | 0,167 | 143    | 172    | 0,831  |

| Datum  | Tijd  |        | Uitslag |         | Set 1 | Set 2 | Set 3 | Set 4 | Set 5 | Totaal | Toeschouwers | Duur | Verslag |
| ------ | ----- | ------ | ------- | ------- | ----- | ----- | ----- | ----- | ----- | ------ | ------------ | ---- | ------- |
| 03 jul | 19:30 | China  | 1–3     | Turkije | 22–25 | 19–25 | 25–22 | 22–25 |       | 88–97  | 5.800        | 1:52 | Verslag |
| 04 jul | 19:30 | Italië | 0–3     | Turkije | 21–25 | 15–25 | 21–25 |       |       | 57–75  | 1.500        | 1:18 | Verslag |
| 05 jul | 19:30 | China  | 3–1     | Italië  | 25–17 | 25–22 | 22–25 | 25–22 |       | 97–86  | 8.150        | 1:52 | Verslag |

#### Poule B
|      |                  | Wedstrijden | Wedstrijden | Ptn | Sets | Sets | Sets  | Punten | Punten | Punten |
| Rang | Team             | W           | V           | Ptn | W    | V    | Ratio | W      | V      | Ratio  |
| ---- | ---------------- | ----------- | ----------- | --- | ---- | ---- | ----- | ------ | ------ | ------ |
| 1    | Verenigde Staten | 2           | 0           | 6   | 6    | 2    | 3,000 | 192    | 163    | 1,178  |
| 2    | Brazilië         | 1           | 1           | 2   | 4    | 5    | 0,800 | 192    | 195    | 0,985  |
| 3    | Polen            | 0           | 2           | 1   | 3    | 6    | 0,500 | 180    | 206    | 0,874  |

| Datum  | Tijd  |                  | Uitslag |          | Set 1 | Set 2 | Set 3 | Set 4 | Set 5 | Totaal  | Toeschouwers | Duur | Verslag |
| ------ | ----- | ---------------- | ------- | -------- | ----- | ----- | ----- | ----- | ----- | ------- | ------------ | ---- | ------- |
| 03 jul | 15:00 | Verenigde Staten | 3–1     | Polen    | 21–25 | 25–16 | 25–15 | 26–24 |       | 97–80   | 1.850        | 1:46 | Verslag |
| 04 jul | 15:00 | Brazilië         | 3–2     | Polen    | 22–25 | 25–21 | 22–25 | 25–19 | 15–10 | 109–100 | 980          | 2:16 | Verslag |
| 05 jul | 15:00 | Verenigde Staten | 3–1     | Brazilië | 25–18 | 25–19 | 20–25 | 25–21 |       | 95–83   | 2.000        | 1:54 | Verslag |

### Laatste vier
|  | Halve finales    | Halve finales    |              |   | Finale | Finale |
|  |                  |                  |              |   |        |        |
|  | 6 juli           |                  |              |   |        |        |
|  |                  |                  |              |   |        |        |
|  | Turkije          | 0                |              |   |        |        |
|  | Turkije          | 0                | 7 juli       |   |        |        |
|  | Brazilië         | 3                |              |   |        |        |
|  | Brazilië         | 3                | Brazilië     | 2 |        |        |
|  | 6 juli           |                  | Brazilië     | 2 |        |        |
|  |                  | Verenigde Staten | 3            |   |        |        |
|  | Verenigde Staten | Verenigde Staten | 3            | 3 |        |        |
|  | Verenigde Staten |                  |              | 3 |        |        |
|  | China            | 1                |              |   |        |        |
|  | China            | 1                | Troostfinale |   |        |        |
|  |                  |                  |              |   |        |        |
|  | 7 juli           |                  |              |   |        |        |
|  |                  |                  |              |   |        |        |
|  | Turkije          | 1                |              |   |        |        |
|  | Turkije          | 1                |              |   |        |        |
|  | China            | 3                |              |   |        |        |

#### Halve finales
| Datum  | Tijd  |                  | Uitslag |          | Set 1 | Set 2 | Set 3 | Set 4 | Set 5 | Totaal | Toeschouwers | Duur | Verslag |
| ------ | ----- | ---------------- | ------- | -------- | ----- | ----- | ----- | ----- | ----- | ------ | ------------ | ---- | ------- |
| 06 jul | 15:00 | Turkije          | 0–3     | Brazilië | 23–25 | 15–25 | 10–25 |       |       | 48–75  | 2.500        | 1:21 | Verslag |
| 06 jul | 19:30 | Verenigde Staten | 3–1     | China    | 25–11 | 15–25 | 25–17 | 25–20 |       | 90–73  | 4.550        | 1:39 | Verslag |

#### Troostfinale
| Datum  | Tijd  |         | Uitslag |       | Set 1 | Set 2 | Set 3 | Set 4 | Set 5 | Totaal | Toeschouwers | Duur | Verslag |
| ------ | ----- | ------- | ------- | ----- | ----- | ----- | ----- | ----- | ----- | ------ | ------------ | ---- | ------- |
| 07 jul | 14:00 | Turkije | 1–3     | China | 23–25 | 15–25 | 25–20 | 21–25 |       | 84–95  | 3.600        | 1:53 | Verslag |

#### Finale
| Datum  | Tijd  |          | Uitslag |                  | Set 1 | Set 2 | Set 3 | Set 4 | Set 5 | Totaal | Toeschouwers | Duur | Verslag |
| ------ | ----- | -------- | ------- | ---------------- | ----- | ----- | ----- | ----- | ----- | ------ | ------------ | ---- | ------- |
| 07 jul | 19:30 | Brazilië | 2–3     | Verenigde Staten | 25–20 | 25–22 | 15–25 | 21–25 | 13–15 | 99–107 | 6.000        | 2:19 | Verslag |

## Eindrangschikking
| Rang | Team                   |
| ---- | ---------------------- |
|      | Verenigde Staten       |
|      | Brazilië               |
|      | China                  |
| 4    | Turkije                |
| 5    | Polen                  |
| 6    | Italië                 |
| 7    | België                 |
| 8    | Dominicaanse Republiek |
| 9    | Japan                  |
| 10   | Duitsland              |
| 11   | Nederland              |
| 12   | Thailand               |
| 13   | Servië                 |
| 14   | Rusland                |
| 15   | Zuid-Korea             |
| 16   | Bulgarije              |

| Nations League kampioen 2019 · Verenigde Staten · 2e titel Selectie eindronde: Jordyn Poulter, TeTori Dixon, Lauren Carlini, Jordan Larson , Andrea Drews, Jordan Thompson, Michelle Bartsch-Hackley, Megan Courtney, Mikaela Foecke, Dana Rettke, Haleigh Washington, Kelsey Robinson, Chiaka Ogbogu, Mary Lake. · Bondscoach: Karch Kiraly. |

2018 · 2019 · 2020